# روبرت مانينغ (صحفي)
روبرت مانينغ (بالإنجليزية: Robert Manning)‏ هو صحفي أمريكي، ولد في 25 ديسمبر 1919، وتوفي في 28 سبتمبر 2012.